# Четверта сирійська війна
Четверта сирійська війна — конфлікт між Єгиптом Птолемеїв і державою Селевкідів, що тривав від 219 до 217 року до н. е.

## Причини війни

Спірна територія між державами Селевкидів та Птолемеїв Келесирія виділена зеленим. На мапі позначені згадані у статті Сідон, Тір, Птолемаїда, Гадара, Філадельфія та Рафія

Станом на початок 210-х років до н. е. в історії взаємовідносин держав Селевкідів та Птолемеїв уже було три війни, у яких єгипетські царі без особливого успіху намагались розширити зону свого контролю на східному узбережжі Середземного моря. Втім, протилежна сторона також мала територіальні зазіхання, вважаючи своїми всі належні тут Птолемеям регіони — Фінікію (без Арвада, що й так перебував у межах впливу сирійських царів) та Палестину (разом із Зайорданням). Колись вони (так само як і Сирія), належали Антигону I Одноокому, проти якого у складі широкої коаліції боролись родоначальники династій Селевк I та Птолемей I. Останній при цьому практично ухилився від участі у вирішальній Четвертій війні діадохів, проте використав її результати для розширення своїх володінь.  
У 219 р. до н. е. молодий сирійський цар Антіох III (відомий згодом як Великий) вирішив розпочати війну проти Єгипту за захоплення Келесирії (у вузькому сенсі лише ліванська долина Бекаа, проте в ширшому значенні цим терміном охоплювали всю Фінікію та Палестину). На той час він зміг упоратись із повстанням у східних провінціях під проводом сатрапа Мідії Молона та здійснити вдалий похід проти Атропатени, тоді як спроба нападу на Сирію з Малої Азії повсталого дядька царя по матері Ахея завершилась невдачею (втім, у самій Малій Азії Ахей почувався доволі впевнено й далі володів значними силами). В Єгипті ж на той час правив так само молодий Птолемей IV Філопатор, котрий, на відміну від свого сирійського візаві, віддавав перевагу розвагам та був байдужим до зовнішніх справ.

## Кампанія 219р. до н.е

### Повернення Селевкії Пієрії
Антіох ІІІ вирішив розпочати війну з повернення приморського міста Селевкія Пієрія, що лежало всього за кілька десятків кілометрів від столиці Селевкидів Антіохії та мало виконувати функцію її порту. Селевкія була єдиним сирійським містом, котре зміг утримати в своїх руках по завершенні Третьої сирійської війни батько нинішнього єгипетського царя Птолемей III (хоча спочатку йому вдалось тоді заволодіти всією Сирією).
Відправивши Теодота з доволі сильним військом для зайняття проходів у Келесирію, сам Антіох прибув до Селевкії, наказавши підійти туди ж своєму флоту під начальством Діогнета. Оскільки командир гарнізону відмовився капітулювати, Антіох почав штурм міста з кількох сторін. Втім, саме воно була гарно захищене урвищами, так що єдиними сприятливими для нападу напрямками були обернені до моря корабельні та передмістя, що лежало між ними та верхньою частиною Селевкії. Атака велась достатньо рішучо, так що невдовзі ці нижні частини міста були захоплені. Це надало змогу молодшим командирам (підкупленим, за твердженням Полібія, Антіохом) звернутися до командувача гарнізону з вимогою капітулювати допоки ще є можливість. Останній погодився на переговори та здав місто на умовах недоторканності всіх людей вільного статусу.

### Вторгнення до Келесирії
Через якийсь час після того, як Пієрія захопила Селевкію, до Антіоха звернувся один з воєначальників Птолемея Теодот. Вважаючи себе ображеним єгипетським царем, він вирішив перейти на сторону Селевкідів, причому захопив сам важливе приморське місто Птолемаїду, а через свого спільника — так само цінний фінікійський Тір. Антіох виступив на допомогу Теодоту, обложеному у Птолемаїді ще одним єгипетським полководцем Ніколаєм. Останній вислав до Беріта (сучасний Бейрут) загін із завданням зайняти тіснину та завадити ворожій армії пройти. Проте сирійський цар зміг вибити ворога з його позицій, оволодіти проходом та рушити далі. Ще до підходу Антіоха Ніколай зняв облогу Птолемаїди і відступив, тоді як Селевкідам дістались не лише два важливі порти, але й сорок військових кораблів, серед яких половина мала не менше ніж чотири ряди весел.
Тим часом прийшли звістки, що Птолемей готується до оборони Єгипту, стягнув війська у Пелузій та  відкриває канали, щоб ускладнити ворогу пересування. На той час з моменту початку війн діадохів Єгипет уже двічі зазнавав вторгнення з Азії (уперше це зробив Пердікка, вдруге — Антигон Одноокий), проте щоразу нападники не могли подолати побудовану в дельті Ніла оборону. Тому, дізнавшись про приготування ворога, Антіох відмовився від плану негайного походу в Єгипет та зайнявся підкоренням палестинських міст. Якісь із них здавались, проте ті, котрі мали гарні оборонні позиції та були осаджені залогами, сирійському царю доводилось облягати. У підсумку він зупинився під стінами ще однієї приморської фортеці Дор.
Завдяки гарному розташуванню та підкріпленням, котрі посилав Ніколай, захопити Дор не вдавалось. Тим часом наближалась зима, яку Антіох бажав провести у Сирії, ближче від зайнятих Ахеєм територій. Тому він погодився на пропозицію єгипетських послів укласти чотиримісячне перемир'я і вирушив на зимові квартири. Сирійський цар не очікував на подальший спротив Єгипту та збирався продиктувати супернику умови миру. При цьому єгиптяни насправді вели масштабні військові приготування та використовували перемовини як засіб затягнути час та приспати пильність ворога.

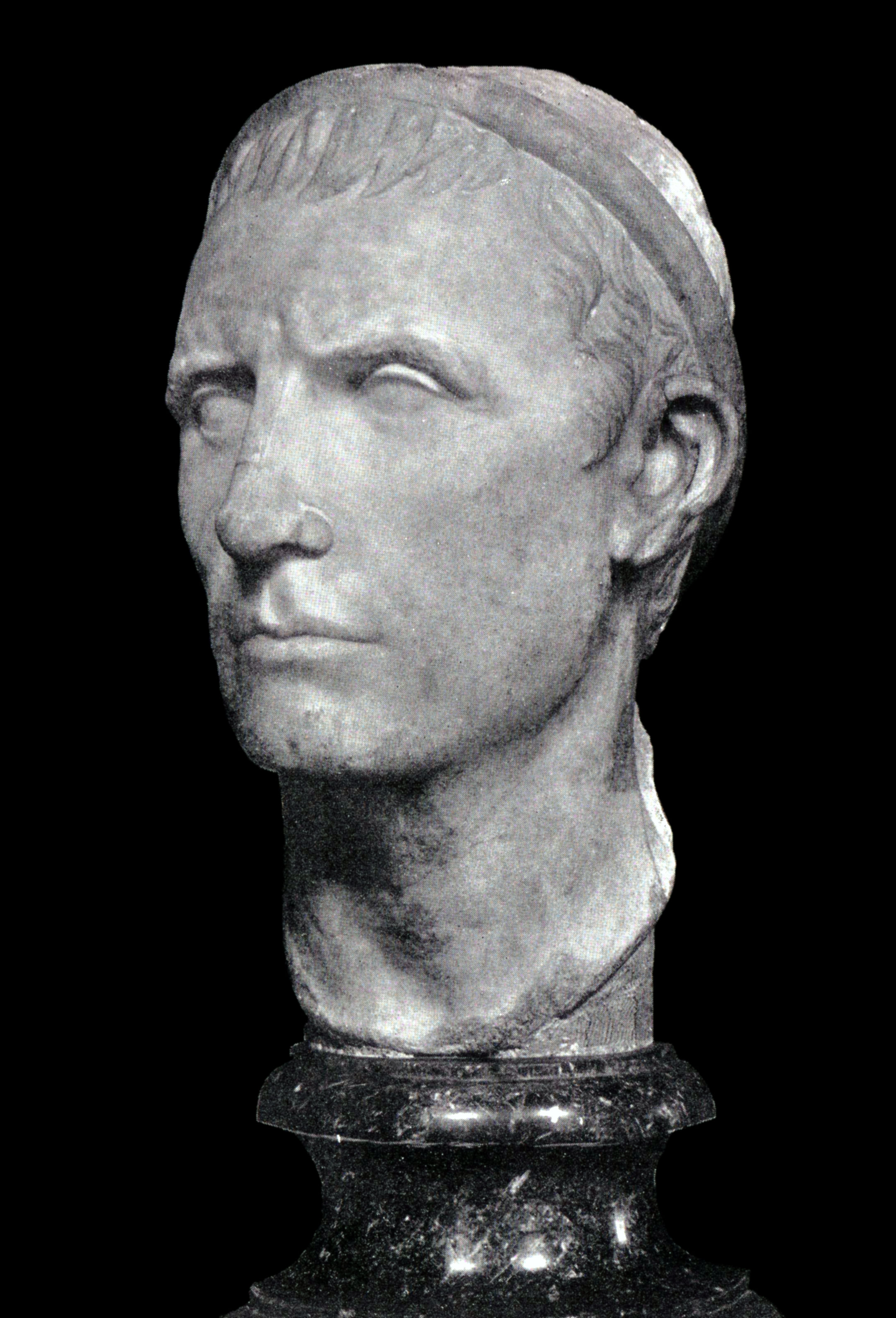
Антіох ІІІ

## Кампанія 218р. до н.е

### Прохід Антіоха через Фінікію
Обмін посольствами, що тривав протягом зими, не привів до жодних результатів (цьому, зокрема, завадило бажання єгиптян включити у договір Ахея, що закріпило б шкідливе для сирійського царства відокремлення Малої Азії). З настанням весни командувач єгипетської армії у Келесирії Ніколай, який накопичив у районі Гази великі припаси та отримав значні підкріплення, рушив уперед. Очікуючи новий похід ворожих сил по узбережжю, він зайшов північніше Сідона, здобув містечко Порфіріон та взявся укріплювати прохід між морем і Ліванським хребтом, збираючись зупинити тут ворожу армію. Поряд на якірну стоянку стала єгипетська ескадра під командуванням Перигена.
Антіох ІІІ також стягнув свої війська, перевалив через приморські гори та вийшов на середземноморське узбережжя моря біля Маратоса (Амріта). Тут він прийняв посольство від розташованого дещо північніше по узбережжю значного фінікійського міста Арвад, з яким підтвердив союз. Далі армія Селевкидів рушила на південь уздовж обернених до моря західних схилів Ліванського хребта, а паралельно їй по морю йшов флот під командуванням Діогнета.
Хоча Ніколай займав гарні укріплені позиції на кряжі, котрий перекривав весь простір між хребтом та морем, проте він зазнав поразки у битві при Порфіріоні та відступив до Сидона. Антіох, який спершу дав війську відпочити, також підійшов сюди. Втім, Сідон був заздалегідь забезпечений припасами, а тепер ще й осаджений великою залогою, тому сирійський цар не наважився штурмувати його, а натомість попрямував далі на південь.

### Похід у Галілею та Зайордання
Відправивши свій флот до Тіра, Антіох рушив на схід Палестини. Вийшовши в околиці Тиверіадського озера, він прийняв капітуляцію розташованого тут міста Філотерія (Бет-Ієрах). Так само здався і Скіфополь, розташований на західному березі Йордану за два десятки кілометрів від виходу останнього із озера. Залишивши тут гарнізони, Антіох перейшов у Їзреельську долину (тягнеться у  широтному напрямку до моря), де знаходилось місто Атабірій. Останній займав вершину високого пагорбу округлої форми (гора Фавор), підйом на який займав біля трьох кілометрів. На цей раз довелось застосувати силу, доповнену військовою хитрістю: сховавши у засідці частину своїх воїнів, Антіох зав'язав сутичку з оборонцями Атабірія та імітував втечу. У підсумку переслідувачі опинились в пастці та втратили багатьох, тоді як солдати сирійського царя на плечах відступаючих змогли увірватись у місто.
Розмістивши гарнізон і в Атабірії, Антіох вирушив на східний берег Йордана та зайняв Пелу. На той час це ще було не місто, а сторожова фортеця, зведена на протилежній від Скіфополя стороні йорданської долини. При її розкопках археологи виявили залишки пожежі, котра вирувала тут наприкінці 3 століття до н. е. — можливо, саме під час Четвертої Сирійської війни. Полібій одним реченням повідомляє про захоплення Пели, Камуна та Гефруна — два останні пункти, ймовірно, знаходились у тому ж регіоні.  
Далі сирійський цар вирушив на північний схід та здобув місто Абіла разом із розміщеним тут гарнізоном. Тепер у північному Зайорданні сторони Птолемеїв трималась лише гарно укріплена Гадара (на захід від Абіли, на хребті, з якого відкривається вид на Тиверіадське озеро). Антіох отаборився під містом та організував зведення облогових споруд, котрі настрахали містян та підштовхнули їх до капітуляції.
Успіхи селевкидської армії сприяли зраді кількох дрібних воєначальників Птолемея. Втім, значна частина єгипетських загонів зібралась до Філадельфії (на місці столиці сучасної Йорданії Амману) та тривожила набігами арабів, котрі незадовго до того примкнули до Антіоха. Останній виступив проти цього міста та, після нелегкої облоги, захопив його.
Полишивши у Філадельфії значний гарнізон та виславши великий загін до Самарії, Антіох з головним військом вирушив на зимові квартири до приморської Птолемаїди.

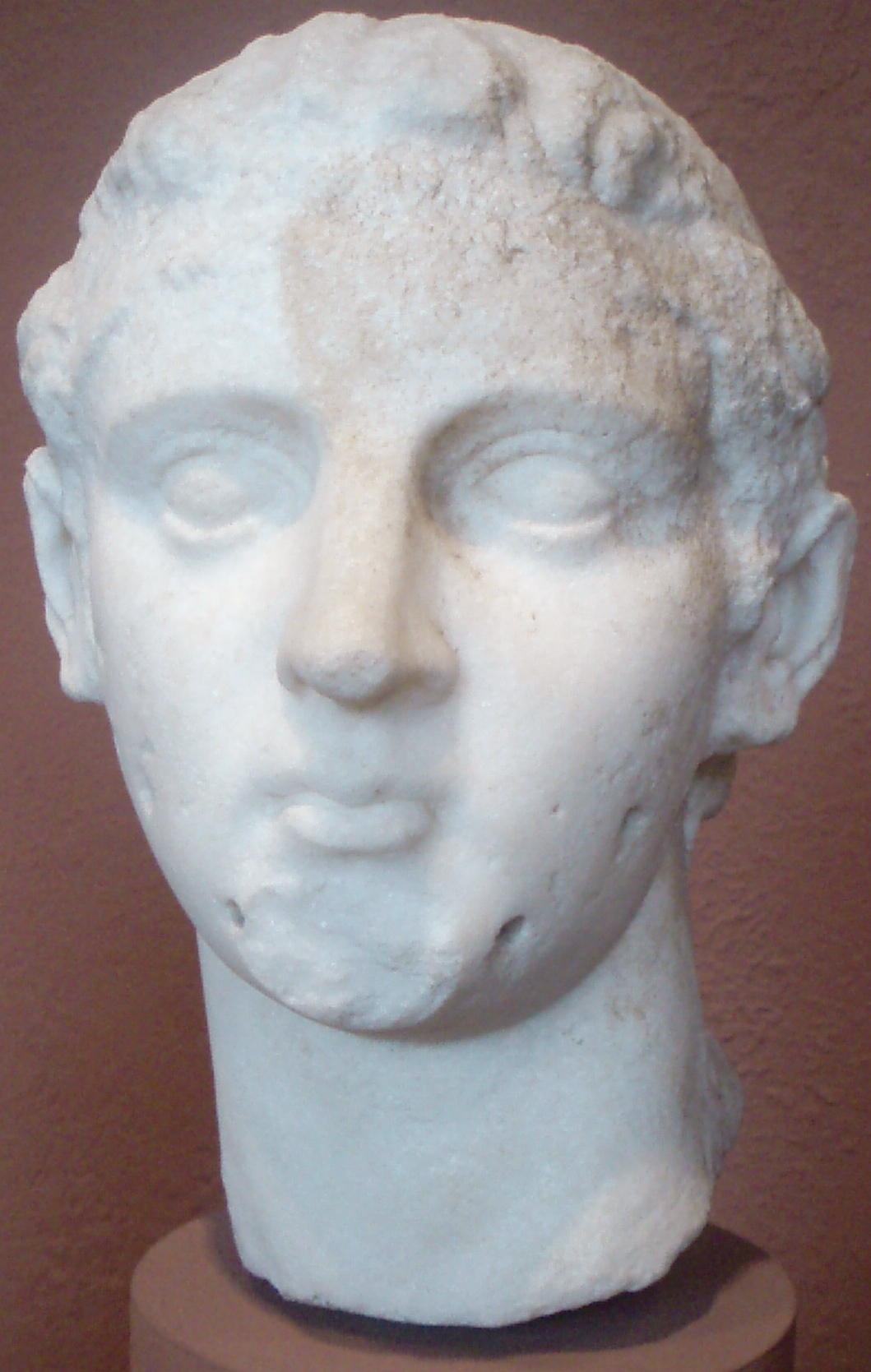
Птолемей IV

## Кампанія 217р. до н.е
З самого початку війни в державі Птолемеїв розгорнулась масштабна програма набору та навчання солдат. Вербувались найманці не лише в Греції, але також залучили лівійців, фракійців та галатів. Втім, і цього було визнано недостатнім, тому вперше за історію елліністичного правління в Єгипті набрали двадцять тисяч автохтонних єгиптян. У результаті з настанням весни 217 р. до н. е. Птолемей IV виступив в похід із сімдесятьма тисячами піхотинців, п'ятьма тисячами вершників та 73 слонами.
Антіох ІІІ також стягнув із різних куточків своєї величезної держави — від малоазійської Кілікії до Карманії в сучасному південно-східному Ірані — велику кількість воїнів. До них долучили сім з половиною тисяч найманців із Греції, тисячу фракційців та до десяти тисяч арабів. Всього в армії Антіоха було шістдесят дві тисячі піхотинців, шість тисяч кіннотників та сто два слона (причому це були індійські тварини, котрих лякались наявні у єгиптян африканські слони).
Армія Птолемея зібралась біля Пелузія, де між солдатами розподілили заздалегідь наготовані запаси, та рушила далі на схід через пустелю. Через п'ять діб переходу по безводній місцевості єгиптяни підійшли до першого міста Келесирії — Рафії. Сюди ж прибув зі своїм військом Антіох, котрий дав воїнам відпочинок у Газі, після чого неспішно пішов назустріч супротивнику.
Після перших незначних сутичок між загонами, котрі вирушали з обох таборів за водою та продовольством, відбулась вирішальна битва при Рафії. У ній сирійський цар зазнав поразки, втративши біля 14 тисяч солдат — всемеро більше, ніж супротивник. Поховавши загиблих, Антіох відступив у рідні краї, тоді як Птолемей без спротиву повернув собі різноманітні міста Келесирії, котрі поспішали перейти на бік переможця. 

## Завершення війни
Прибувши до столиці, Антіох одразу відправив до Птолемея послів, оскільки після поразки не довіряв населенню та побоювався, як би Ахей не скористався ситуацією. Єгипетський цар, котрий був радий перемозі та зворотному завоюванню Келесирії, легко погодився завершити війну на умовах статус-кво, що надало змогу Антіоху перейти до підготовки походу в Малу Азію.
Також можливо відзначити, що рішення набрати та навчити військовій справі велику кількість автохтонних єгиптян мало наслідки, котрі вийшли за межі Четвертої Сирійської війни. Коли через десяток років на півдні Єгипту спалахнуло потужне повстання місцевого населення проти елліністичного уряду, до нього приєдналось чимало досвідчених воїнів, котрим для бунту бракувало лише провідника. Саме ж повстання значною мірою було викликане економічною кризою та підвищенням податків, котрі спровокувала все та ж Четверта Сирійська з її величезними витратами на набір найманців.